# Jaroslav Machovec (profesor)
Jaroslav Machovec (17. února 1926 Rokytnice nad Rokytnou – 17. července 2013 Lednice na Moravě) byl vysokoškolský pedagog a odborník v oboru biotechnika zeleně, sadovnictví a květinářství. Jeho největším přínosem bylo odborné pozvednutí oboru, jeho práce ve školství a práce na zachování Lednicko-valtického areálu, na čemž se podílel i nejmladší z jeho synů, zahradní architekt, ing. Jan Machovec.

## Život
Vyučil se zahradníkem, absolvoval mistrovskou a vyšší ovocnicko zahradnickou a vinařskou školu. V roce 1954 vystudoval Agronomickou fakultu VŠZ v Lednici, jako absolvent okrasně sadovnické specializace. Úzce spolupracoval s významnými osobnostmi své doby. V roce 1968 se stal docentem, v roce 1990 profesorem na ZF VŠZ Lednice. Přispěl k zformování výuky oboru sadovnické a krajinářské tvorby na vysoké škole na Slovensku, byl profesorem na FZKI SPU Nitra.
České zahradnictví, dendrologii a květinářství, poznamenal svým působením, vtiskl mu vysokoškolský charakter. Jeho zřejmě největším přínosem pro obor byla nakažlivá živelná snaha zkoumat, zkoušet, poznávat, překračovat hranice, někdy za cenu rizik, nepřejímat zažité standardy bez přemýšlení a pochybností. Celý život neúspěšně usiloval o navrácení úcty a vážnosti zahradnické profesi. Ještě v roce 2005 se zasloužil o vznik soutěží o nejlépe realizované sadovnické dílo Park roku a Zahrada roku. Přes své zásluhy a mnohá ocenění se tento přímočarý muž nechoval nadřazeně a dožil v roce 2013 bez pompy mezi svojí milující rodinou ve městě, kde prožil většinu svého života.

## Dílo
Zasloužil se o úpravy a zachování některých rysů lednického parku, jehož úpravy řídil jako metodický vedoucí 30 let. Je autorem nebo spoluautorem řady rekonstrukcí historických i městských parků. Ještě ke sklonku života spolu se synem Janem Machovcem pracoval projektech v parcích v Lednici nebo Letohradě.
Jako pedagog působil na VŠZ Lednice téměř do konce svého života, byl oponentem řady diplomových, doktorských, kandidátských i dalších vědeckých prací. Během jeho působení prošel obor velkou proměnou na níž se svým dílem účastnil jak pedagogickou prací, tak literární a praktickou činností. Pětibodová Machovcova stupnice hodnocení je používaným schématem hodnocení, který sice jen zhruba a velmi zjednodušeně, ale snadno umožňuje ocenit technické kvality okrasné dřeviny v dendrologii. Její použití je nicméně široce rozšířeno.
Během svého života byl členem vědeckých rad (VÚOZ Průhonice, Sempra aj.), poradních sborů, byl mnohonásobným členem dílčích i hlavních jury na výstavách v Olomouci i Bratislavě (Flora Olomouc). Spolupracoval úzce s mnoha výzkumnými ústavy a jeho přednášky byly oceňovaným přínosem na odborných konferencích. Svými kolegy byl považován za „krystalizační jádro“ odborných diskusí, názorů v oboru, ale i zábavy. Byl kolegy ceněn jako vzor bojovnosti, pracovitosti, vitality, angažovanosti a především v oboru zcela ojedinělého odborného rozhledu, který mu umožňoval rychle vystihnout podstatu problému.
Je autorem více než 100 odborně vědeckých publikací, osmi vysokoškolských skript, spoluautor tří knižních publikací a dlouhé řady odborných článků.

### Literární dílo

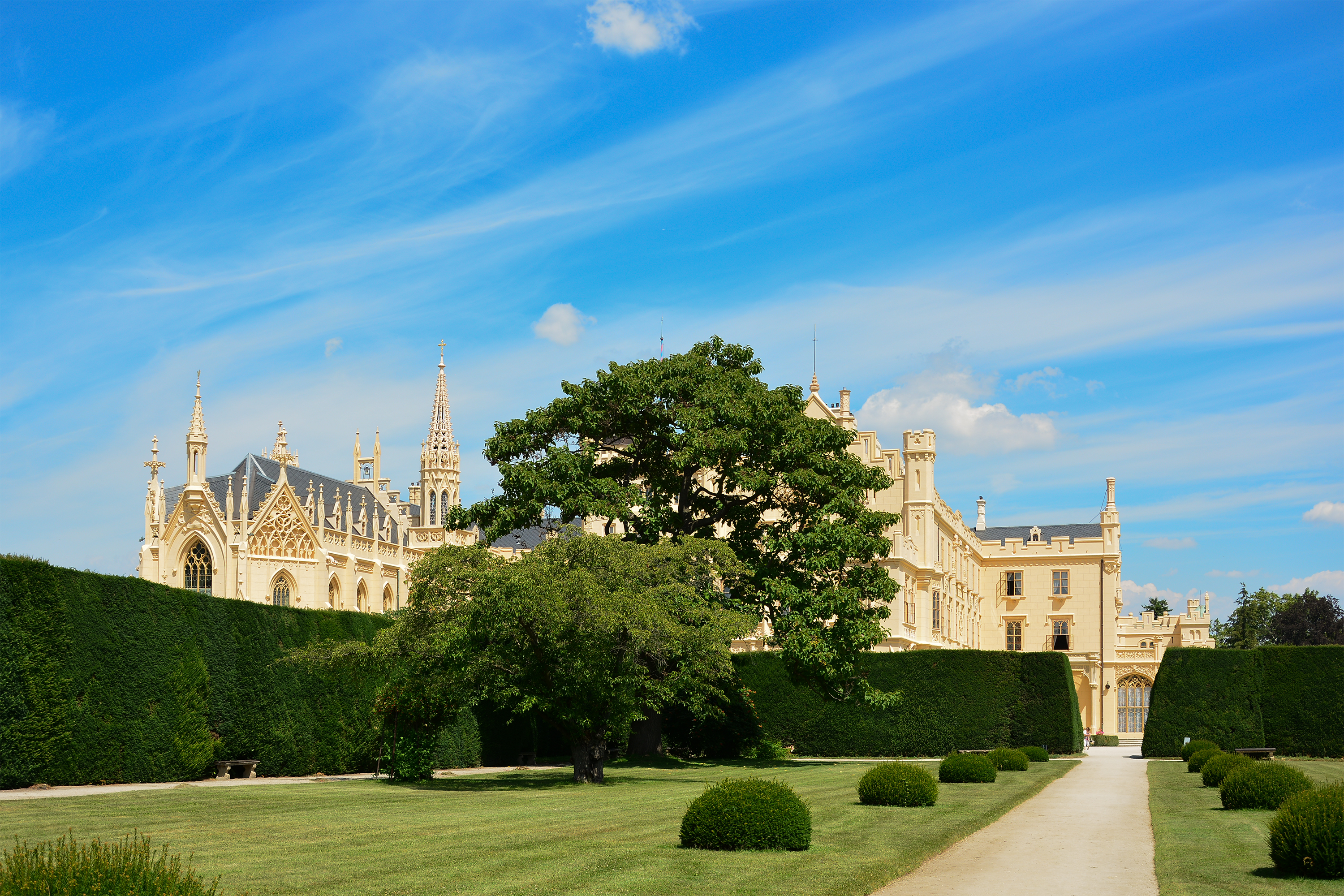
Zámek Lednice, úpravy v geometrické části parku.

Literární díla na kterých se podílel:
- Ekologicko-pestovateľské princípy využívania bylín v sadovníckej a krajinárskej tvorbe
- Květinářství. 4. [díl], Speciální skleníkové rostliny
- Sadovnická a krajinářská tvorba
- Květinářství. 2. [díl], Tržní kultury hrnkové
- Kvetiny v byte
- Květiny v bytě
- Metodika oceňování trvalé zeleně vegetačních prvků
- Racionalizácia biotechniky v sadovníckych úpravách
- Sadovnická dendrologie
- Sadovnická estetika
- Sadovnické květinářství : byliny v sadovnické tvorbě
- Uplatnenie funkčnej zelene v areáloch priemyselných závodov
- Využití poznatků z přirozených stanovišť horských rostlin pro jejich uplatnění v životním prostředí

Z článku „S profesorem Jaroslavem Machovcem“
„Podstatnou úlohu hraje škola. …Kolikrát jsem svoje následovníky, učitele na škole, již bez skrupulí atakoval a vybízel je k vědecké práci převoditelné do praxe… Absolventi si musejí být vědomi, že jenom oni jsou vychováváni k reálné tvorbě a trvalé pěstitelské péči o zeleň.… Pouze asi deset procent (absolventů) se dostane na úřady anebo tam, kde nebudou muset kvalifikovaně v terénu rozhodovat, co se musí v reálném čase prakticky udělat. To, co se ve škole naučí, musí být pro jejich budoucí práci především užitečné, to je co nejrychleji a nejkvalitněji převoditelné do praxe.
Je třeba se zbavit formalismů a rozdrolování problému. Třeba ta inventarizace dřevin a sadovnická hodnota. Vždy se dá všechno vylepšovat. Když jsem na škole končil, měl jsem určitou představu, jak by se ta moje inventarizace dřevin dala vylepšit, ale nikdy mě ani ve snu nenapadlo, že tam nakonec moji následovníci dají 25 položek, přestože jsou to informace užitečné a potřebné.“